# Camilo Bonelli
Camilo Antonio Bonelli (12 de octubre de 1907) fue un exfutbolista argentino que se desempeñaba como centrocampista.

## Clubes
| Club               | País      | Año         |
| ------------------ | --------- | ----------- |
| Nueva Chicago      | Argentina | 1926        |
| River Plate        | Argentina | 1927 - 1932 |
| Boca Juniors       | Argentina | 1934        |
| Atlanta            | Argentina | 1935        |
| Argentinos Juniors | Argentina | 1936        |